# Treat 'Em Rough (film 1919)
Treat 'Em Rough è un film muto del 1919 diretto da Lynn Reynolds che aveva come interpreti Tom Mix, Jane Novak, Val Paul, Charles Le Moyne, Jack Curtis.
La sceneggiatura, firmata dallo stesso regista, si basa su The Two-Gun Man, romanzo di Charles Alden Seltzer pubblicato a New York nel 1911.

## Trama
John Stafford, proprietario di un ranch preso di mira dai ladri di bestiame, assume Ned Ferguson per dare la caccia ai malviventi. Sulla strada per il ranch, il cowboy viene morso da un serpente a sonagli. A prendersi cura di lui, è Mary Radford, che sta scrivendo un romanzo western. Le attenzioni che la ragazza ha per Ned provocano la gelosia di Dave Leviatt, il caposquadra del ranch che riesce a convincere sia Stafford che il fratello di Mary, Ben, che il nuovo arrivato non è altri che il capo della banda di ladri. Così, quando il caposquadra spara a Ben alle spalle, questi si convince che il suo feritore sia Ned. Mary rompe ogni rapporto con il cowboy anche se lui la salva da una mandria impazzita. Alla fine, Leviatt viene catturato e confessa la verità. Mary, ora lascia da parte il suo eroe immaginario da romanzo per accettare come suo eroe reale Ned.

## Produzione
Il film fu prodotto dalla Fox Film Corporation con il titolo di lavorazione The Two-Gun Man. Alcune scene furono girate a Prescott, in Arizona.

## Distribuzione
Il copyright del film, richiesto da William Fox, fu registrato il 5 gennaio 1919 con il numero LP13238. Lo stesso giorno, distribuito negli Stati Uniti dalla Fox Film Corporation, il film uscì nelle sale.

### Conservazione
Copia incompleta della pellicola (nitrato positivo 35 mm) si trova conservata negli archivi del George Eastman House di Rochester.